# (349) Dembowska
(349) Dembowska es un asteroide perteneciente al cinturón de asteroides descubierto el 9 de diciembre de 1892 por Auguste Honoré Charlois desde el observatorio de Niza, Francia.
Está nombrado en honor de Ercole Dembowski (1812-1881), astrónomo italiano.

## Características
Dembowska tiene uno de los albedos más altos entre los asteroides de mayor tamaño.